# رستم داوتوف
رستم داوتوف Rustem Dautov (ولد في 28 نوفمبر 1965 في أوفا) لاعب شطرنج ألماني من أصل تتري يحمل لقب أستاذ كبير.

## إنجازات
- فاز ببطولة الاتحاد السوفييتي للشطرنج تحت 18 سنة عام 1983.
- فاز ببطولة بيلاروسيا للشطرنج عام 1986.
- فز بالمركز الثاني في دورة برلين عام 1984، خلف فاليري تشيكوف.
- فاز بعدة دورات منها دريسدن 1986، ودورة روستوك ودورة هاله ودورة دريسدن عام 1987.
- فاز بدورة بورتس ودورة باد لوتربرغ عام 1991.
- بدأ اللعب باسم ألمانيا عام 1996، فلعب خمسة مرات في أولمبيادات الشطرنج بين عام 1996 و2004.

## ألقاب
- نال لقب أستاذ دولي عام 1989.
- نال لقب أستاذ كبير عام 1990، بعد فوزه بدورة مونستر 1990.

## روابط خارجية
- رستم داوتوف على موقع الاتحاد الدولي للشطرنج (الإنجليزية)
- رستم داوتوف على موقع مباريات الشطرنج (الإنجليزية)
- رستم داوتوف على موقع 365Chess.com (الإنجليزية)
- رستم داوتوف على موقع Chesstempo.com (الإنجليزية)
- رستم داوتوف سجل أولمبياد الشطرنج على موقع OlimpBase.org (الإنجليزية)